# Limmu Sakka
Pour les articles homonymes, voir Limu et Sakka.
Limmu Sakka ou Limu Seka (en oromo : Limmuu Saqqaa) est un woreda de l'ouest de l'Éthiopie situé dans la zone Jimma de la région Oromia. Il a 189 463 habitants en 2007 et son centre administratif est Atinago.
Limitrophe des zones Buno Bedele, Est Welega et Ouest Shewa, Limmu Sakka forme l'extrémité nord de la zone Jimma. Il est bordé dans la zone Jimma par les woredas Chora Botor et Limmu Kosa.
La rivière Didessa qui le sépare de la zone Buno Bedele place l'ouest du woreda dans le bassin versant du Nil Bleu tandis que l'est du woreda  appartient au bassin versant de l'Omo par la rivière Gibe.
Le centre administratif du woreda, Atinago, se trouve une trentaine de kilomètres au nord de Limu Genet,.
Le recensement national de 2007 fait état pour le woreda d'une population totale de 189 463 habitants dont 3 % de citadins.
Atinago qui a 5 185 habitants en 2007 est la seule agglomération recensée.
La majorité des habitants du woreda (62 %) sont musulmans, 19 % sont orthodoxes et 18 % sont protestants.
En 2022, la population du woreda est estimée à 238 370 personnes avec une densité de population de 107 personnes par km2 et 2 507 km2 de superficie.